# Leng Su Sìn
Leng Su Sìn là một xã thuộc huyện Mường Nhé, tỉnh Điện Biên, Việt Nam.

## Địa lý
Xã Leng Su Sìn nằm ở phía bắc huyện Mường Nhé, có vị trí địa lý:
- Phía đông giáp tỉnh Lai Châu
- Phía tây giáp Lào
- Phía nam giáp xã Chung Chải
- Phía bắc giáp xã Sín Thầu và xã Sen Thượng.

Xã Leng Su Sìn có diện tích 179,97 km², dân số năm 2022 là 3.276 người, mật độ dân số đạt 18 người/km².

## Hành chính
Xã Leng Su Sìn được chia thành 4 bản: Cà Là Pá (384005), Leng Su Sìn (384002), Phứ Ma (384004), Suối Voi (384003).

## Lịch sử
Ngày 16 tháng 4 năm 2009, Chính phủ ban hành Nghị định số 17/NĐ-CP về việc thành lập xã Leng Su Sìn trên cơ sở điều chỉnh 18.105,82 ha diện tích tự nhiên và 2.011 nhân khẩu của xã Chung Chải.